# Sascha-Philipp Geißler
Sascha-Philipp Geißler SAC (* 1976 in Siegen) ist ein deutscher römisch-katholischer Geistlicher und derzeit Generalvikar im Erzbistum Hamburg.

## Leben
Geißler wuchs in Kreuztal-Krombach auf. Nach dem Realschulabschluss, einer Ausbildung zum Industriekaufmann und dem Abitur am Westfalen-Kolleg in Paderborn trat er 1998 in die Gesellschaft vom Katholischen Apostolat (Pallottiner) ein. Er studierte Philosophie und Theologie an der Philosophisch-Theologischen Hochschule der Pallottiner in Vallendar (PTHV). 2005 empfing er durch Erzbischof em. Oskar Saier die Diakonenweihe, 2006 wurde er durch Bischof Franz Kamphaus in Vallendar zum Priester geweiht. 
Als Vikar und Kaplan war Geißler von 2007 bis 2011 in Olpe und Limburg an der Lahn tätig. In dieser Zeit absolvierte er eine journalistische Ausbildung für Theologen am Institut zur Förderung publizistischen Nachwuchses (ifp) in München und begann seine Mitarbeit in der Redaktion der Monatszeitschrift das zeichen der Pallottiner. 
Im September 2011 übernahm Geißler als Wallfahrtsdirektor die Leitung der Wallfahrtskirche Herrgottsruh in Friedberg bei Augsburg. Bischof Konrad Zdarsa von Augsburg ernannte ihn am 5. Dezember 2016 zum Prodekan des Dekanates Aichach-Friedberg. Ab November 2018 gehörte er dem Priesterrat des Bistums Augsburg an und ab Februar 2019 als Provinzsekretär der Provinzleitung der deutsch-österreichischen Herz-Jesu-Provinz der Pallottiner. Zum 1. Oktober 2020 wechselte er als Pfarrer in die Pfarrei Seliger Johannes Prassek im Hamburger Nordosten.
Der Hamburger Erzbischof Stefan Heße ernannte Geißler am 1. Februar 2022 zu seinem Generalvikar.

## Schriften
- In der Reihe "Pallottiner-Kalender", ISSN 0475-5103:
  - Was ist Liebe?, Herz-Jesu-Provinz der Pallottiner (KöR), 2012
  - Friede den Menschen, Herz-Jesu-Provinz der Pallottiner (KöR), 2014
  - Wenn der Himmel aufgeht, Pallottiner (KöR), 2016
  - O, wie schön!, Pallottiner (KöR) 2017
  - Sinnlich, Pallottiner (KöR), 2018
  - Wegweiser, Pallottiner (KöR), 2019
  - "Du", Pallottiner (KöR), 2021
- Auf zur Krippe!: Worte zu Advent und Weihnachten (Hrsg.), Pallotti Verlag, Friedberg 2013, ISBN 978-3876140179
- 53 mal eins. Ein gutes Wort zu jeder Woche, Pallotti Verlag, Friedberg 2016, ISBN  978-3876140957
- Zuspruch & Inspiration: Worte Vinzenz Pallottis für heute gedeutet (mit Alexander Holzbach), Pallotti Verlag, Friedberg 2017, ISBN 978-3876141008